# IC 5378
IC 5378 ist eine Elliptische Galaxie im Sternbild Pegasus nördlich der Ekliptik. Sie ist schätzungsweise 270 Millionen Lichtjahre von der Milchstraße entfernt. Vom Sonnensystem aus entfernt sich daie Galaxie mit einer errechneten Radialgeschwindigkeit von näherungsweise 5.800 Kilometern pro Sekunde.
Gemeinsam mit PGC 178 bildet sie das wechselwirkende Galaxienpaar Arp 130.
Halton Arp gliederte seinen Katalog ungewöhnlicher Galaxien nach rein morphologischen Kriterien in Gruppen. Diese Galaxie gehört zu der Klasse Elliptischer Galaxien nahe bei Spiralgalaxien und diese störend (Arp-Katalog).
Im selben Himmelsareal befinden sich unter anderem die Galaxien NGC 7814, IC 5377, IC 5379, PGC 1513026.
Das Objekt wurde am 17. November 1895 von Isaac Roberts entdeckt.

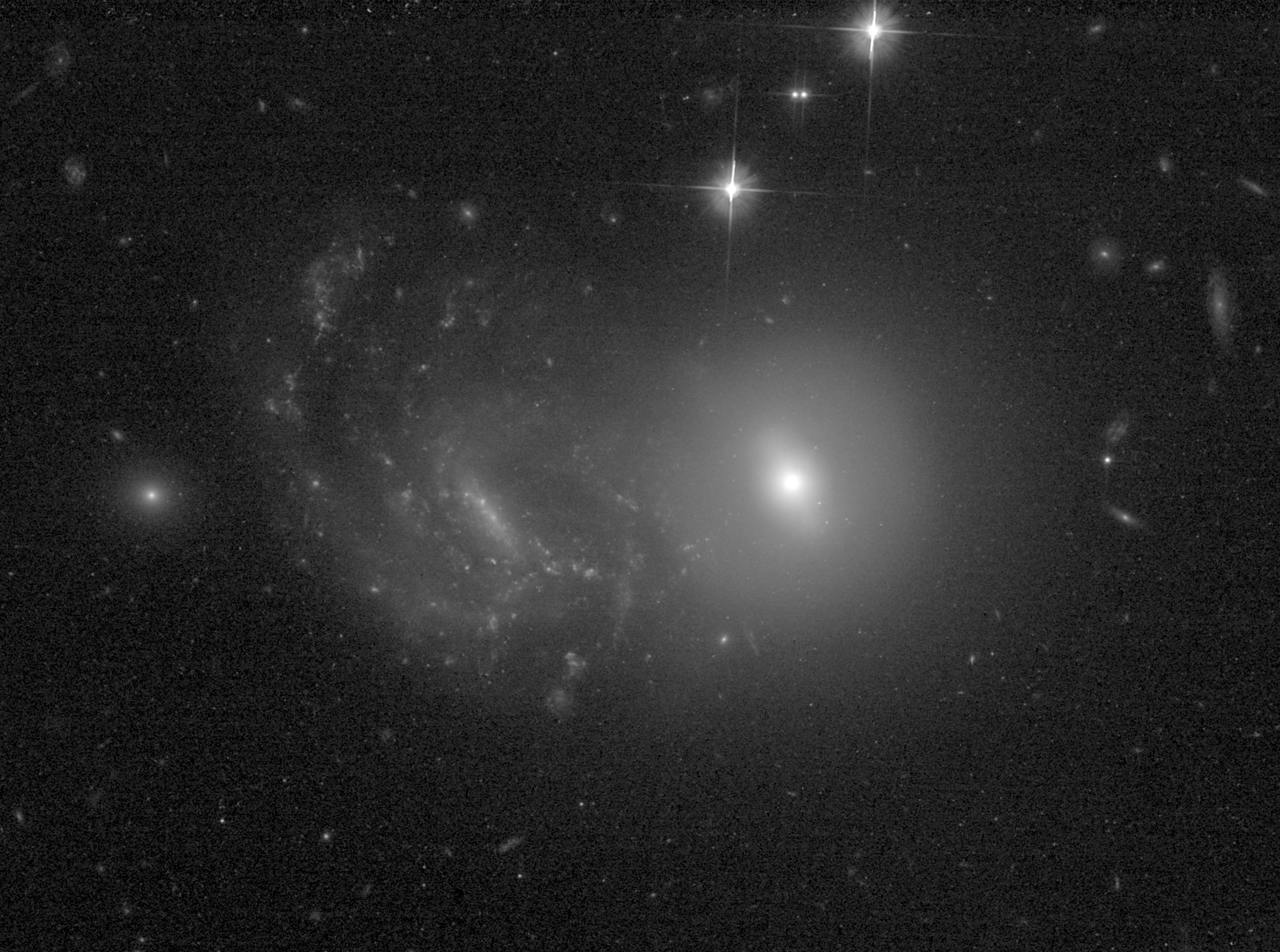
Aufnahme mithilfe des Hubble-Weltraumteleskops